# Iglesia de Saint Quentin de Baron
La iglesia de Saint Quentin de Baron es una pequeña iglesia románica de Francia clasificada desde 1920 como monumento histórico. Es un santuario del siglo XII fortificado en el transcurso de la Guerra de los Cien Años después de que el edificio fuera saqueado y profanado en 1235 y 1343.
Las bóvedas de la nave fueron rehechas en el siglo XVI, antes de que fuera construido en el lateral norte, en honor de Notre-Dame por orden del señor de Bisqueytan en 1522.
Al final del siglo XVI, las guerras de religiones obligaron otra vez a los parroquianos a refugiarse en la iglesia. La iglesia de Saint Quentin de Baron forma parte de los edificios religiosos más destacables del Entre-deux-Mers.
La escultura románica del coro y del ábside, están realizadas al estilo de las esculturas de la abadía de Sauve-majeure, presenta capiteles historiados (Daniel en el foso de los leones, el sacrificio de Abraham y de Issac, Sansón y el león, el bautismo de Cristo) y los modillones representan los pecados y los castigos.
Tiene Pinturas murales del siglo XVI que han sido encontradas bajo el encalado de sus muros. Se distinguen unos personajes femeninos así como una urna funeraria marcada con el blasón de la familia Piis, propietaria del castillo de Bisqueytan del siglo XVI.
La cabecera exterior de la iglesia está decorada con un bajorrelieve esculpido del mártir san Quintín: El santo está sujetado por cuatro verdugos dirigidos por el prefecto Rictivare.

## Historia
La iglesia de San Quentin de Baron, fue edificada durante la primera mitad siglo XII, y dependía de la abadía de la Sauve. El monumento ha sufrido a partir de entonces importantes transformaciones durante diferentes épocas.
En el siglo XII, la iglesia estaba compuesta de una nave seguida de un coro y de un ábside semicircular. El edificio del siglo XII probablemente tenía una estructura cubierta por tejas a dos vertientes.
De este periodo, actualmente subsisten los volúmenes del coro y del ábside así como la parte del muro sur de la nave. El estudio de las esculturas de los capiteles ha permitido datar la construcción en la primera mitad del siglo XII.
Durante el siglo XIV es cuando la iglesia fue fortificada. Esta obra fue realizada con un sobrealzamiento en mampostería de piedra y de guijarros, que forma, a partir de la cornisa románica de la cabecera y del coro, un parapeto almenado provisto de arquerías cruciformes. Una arquería aún presente, conservada en el muro norte de la nave, permite datar la fortificación de finales siglo XIII o inicios del siglo XIV, época de la Guerra de los Cien Años.
Anteriormente, los muros de la nave en el último tercio de su altura habían sido abiertos con arcadas, subsisten dos en el lado sur.
Las modificaciones más importantes fueron realizadas durante el período del siglo XVI. Un gran lateral, tan ancho como la nave fue añadido al norte de la iglesia; probablemente fue un señor de la familia de Piis, del cercano castillo de Bisqueytan, quien hizo construir este lateral hacia el 1522. Las esculturas de la fachada y la cornisa de la nave quedaron intactas. Se añadieron recios contrafuertes en la fachada sur como complemento de estos trabajos.
El campanario que se eleva al oeste, data probablemente de esta época. La realización de estos importantes trabajos en el siglo XVI fueron acompañados de una nueva decoración interior de la iglesia. Pinturas murales, de las cuales algunas tenían el tema de los episodios de la vida del señor de Bisqueytan, adornaron entonces los muros de los tramos del lateral (subsiste actualmente una escena en el segundo tramo) y una parte de la nave.
Diversos estudios históricos evocan la construcción de una sacristía, durante el siglo XVII, junto al lateral este, con bóveda de  arco ojival, la clave indica la fecha de 1666.

### Final delsigloXIXy principios delsigloXX
Durante la segunda mitad del siglo XIX, el interior de la iglesia fue completamente decorada de nuevo, una nueva pintura realizada por Augier i Millet recubrió elconjunto de los muros, de los pilares y de las bóvedas de la nave del lateral.
El coro, el ábside y la parte del este lateral fueron pintados con motivos geométricos, una escena religiosa adorna el fondo del ábside. Unas vidrieras nuevas (datados del año 1862) decoraron todas las aberturas de la iglesia, representando santos o escenas religiosas como la Adoración de los Magos, el Bautizo de Cristo, la Anunciación o la Coronación de la Virgen. Se colocaron dos altares de madera policromada, el pavimento seguramente fue renovado también en esta época. El año 1903 se reemplazó la sacristía del siglo XVII.